# Kirk Cummins
Kirk Cummins, född 8 november 1972, är en friidrottare från Barbados. Han deltog vid olympiska sommarspelen 1996.